# Lucille Dixon Robertson
Lucille Dixon Robertson, née le 27 février 1923 à New York et morte le 23 septembre 2004 dans la même ville, est une contrebassiste de jazz américaine.

## Carrière
Elle grandit à New York, à Harlem où son père est prêtre baptiste. Sa mère lui enseigne le piano, et elle étudie la musique classique. Pressentie pour jouer de la clarinette, elle se tourne finalement vers la contrebasse. Elle est admise sur entretien dans le All City High School Orchestra. Elle étudie pendant 15 ans auprès du contrebassiste et professeur Frederick Zimmermann (en) de l'Orchestre philharmonique de New York. En 1941, elle intègre l'orchestre de la National Youth Administration.
Pendant ses études au Brooklyn College, elle effectue des tournées avec le groupe féminin International Sweethearts of Rhythm durant trois mois. Elle rejoint ensuite l'orchestre de Earl Hines en 1943. Elle y reste jusqu'en 1945 puis s'installe à New York avec son époux et en 1946, fonde son propre groupe, The Starliners, composé de six musiciens. Elle fonde également The Lucille Dixon Band qui se produit jusqu'en 1960. On la voit jouer avec divers artistes tels Taft Jordan, Tyree Glenn, Fats Navarro, Buddy Tate, George Kelly (en), George Foster, Bill Smith, George Matthews (en) et Sonny Payne (en),.
En 1964, elle et d'autres musiciens sont à l'origine de l'orchestre symphonique Symphony of the New World (en), le premier orchestre américain comprenant des Noirs et des Blancs, et étant composé de femmes et d'hommes.

## Discographie
- (en) « Lucille Dixon » (fiche artiste), sur Discogs